# Pete Wisdom
Peter Paul Winston "Pete" Wisdom è un personaggio dei fumetti, creato da Warren Ellis (testi) e Ken Lashley (disegni), pubblicato dalla Marvel Comics. La sua prima apparizione avviene in Excalibur (vol. 1) n. 86 (febbraio 1995).

## Storia editoriale
Wisdom è stato inizialmente concepito da Warren Ellis e Ken Lashley per la testata Electric Angel della Trident Comics come un giovane ed irascibile nativo dell'Essex con poteri elettrocinetici. Stando a quanto affermato da Ellis nel 2005, inoltre, la sua maggiore ispirazione per il personaggio è stata L'ispettore Regan. Ad ogni modo l'esordio del personaggio è avvenuto alla Marvel nel febbraio 1995 sulle pagine di Excaliburd (vol. 1) n. 86; nella sua versione definitiva di agente del servizio segreto britannico.
Nel 1998 compare come coprotagonista, assieme a Kitty Pryde, della miniserie di tre numeri Pryde and Wisdom; divenendo poi uno dei personaggi principali di New Excalibur di Chris Claremont per tutta la durata della testata (2005-2007). Parallelamente ottiene anche una breve serie personale: Wisdom, uscita sotto l'etichetta MAX Comics. Dal maggio 2008 fino al luglio 2009, è stato uno dei personaggi principali di Captain Britain and MI13.

## Biografia del personaggio

### Origini
Nato a Londra, Inghilterra, dal sergente di Scotland Yard Harold Wisdom e dalla sua innominata moglie, Pete, a differenza della sorella minore Romany, esperta di occulto ed alleata di Union Jack che crescendo è entrata brevemente in polizia nel Department of Unusual Deaths (Dept F.66), è sempre stato un ragazzo problematico e ribelle la cui vita è tuttavia cambiata completamente quando, dopo un violento litigio con la madre è fuggito lasciandola sola ad Hungerford, cosa che l'ha portata a rimanere vittima del violento massacro consumatovisi il 19 agosto 1987. Colpevolizzandosi, e venendo colpevolizzato dal padre, per la morte materna Wisdom sviluppa un forte cinismo e si unisce al MI6 venendo trasferito nel giro di pochi anni al dipartimento Black Air, dove intreccia una relazione con la sua diretta superiore Michelle Scicluna.

### Excalibur
Dopo aver compiuto numerose missioni di omicidio tuttavia, Wisdom, stancatosi, sfrutta il suo ascendente su Scicluna per farsi mandare a Genosha a svolgere un incarico di assistenza alla supersquadra britannica Excalibur a seguito della quale ottiene il diritto di lasciare Black Air. Durante l'esperienza con Excalibur, Pete conosce Shadowcat e, costretto da varie vicissitudini a portarla con sé dopo aver fatto ritorno dalla missione, finisce con l'investigare con lei sui vertici di Black Air scoprendo che sfruttano le persone dotate di poteri sovrannaturali per scopi criminali. Furioso, Pete espone tutta la verità portando allo smantellamento dell'agenzia e, in seguito, si unisce a Excalibur su invito di Kitty, con cui nel corso dell'indagine ha sviluppato una reciproca infatuazione che li porta a diventare una coppia. Dopo aver svolto varie missioni al fianco del gruppo, nel momento in cui una cellula sopravvissuta di Black Air tenta di assassinarlo portando alla breve cattura di Nightcrawler, Wisdom, sentendosi in colpa, lascia Kitty e la squadra.

### X-Force
Successivamente diviene mentore e membro di una delle incarnazioni di X-Force capitanata da Cable, assumendone poi il ruolo di leader e inscenando infine la propria morte con la complicità della sorella così da permettere ai membri di X-Force di trovare la loro strada.

### House of M
Dopo l'M-Day, Wisdom mantiene i suoi poteri e, su ordine dell'MI13 (il servizio segreto britannico operante sul paranormale) assieme a Capitan Bretagna, Sage, Dazzler, Nocturne e il Fenomeno fonda New Excalibur, supergruppo che, tuttavia si scioglie poco dopo. Contemporaneamente svolge delle missioni con l'MI13 in qualità di agente sul campo rivelandosi il miglior elemento a disposizione dell'organizzazione e divenendovi tanto fedele che, quando il direttore Alistaire Stuart passa all'MI6 egli lo vive come un tradimento personale. Durante una guerra tra il Regno Unito e Avalon, Wisdom negozia la pace con Oberon tramite un matrimonio con sua figlia, la fata Tink, con cui però non ha quasi alcun contatto e che tradisce con la telepate dell'Ulster Maureen Raven, che è tuttavia costretto in seguito ad uccidere per scongiurare un'invasione aliena.

### Secret Invasion
Nominato personalmente dal primo ministro nuovo direttore dell'MI13, Wisdom si adopera all'omicidio degli agenti Skrull infiltratisi all'interno delle sedi del potere inglese ed assiste alla morte di Capitan Bretagna, colpito da un missile nucleare. Per far fronte all'invasione ed impedire la distruzione dei potenti oggetti magici inglesi, Wisdom si allea con uno Skrull disertore con le sembianze di John Lennon, la vampira Spitfire e l'esercito di Avalon. Dopo aver tentato inutilmente di estrarre Excalibur, viene indotto da una misteriosa voce ad aprire il portale che racchiude tutte le creature magiche malvagie: il personaggio misterioso si rivela essere Merlino che, rinsavito dalla follia che l'aveva spinto ad uccidere la figlia, riporta in vita Capitan Bretagna e erige una barriera Anti-Skrull attorno alle isole britanniche lasciandole, tuttavia, esposte al pericolo delle forze occulte.
Wisdom e l'MI13 si operano dunque a difendere il paese da tali minacce, tra cui: il Dr. Plokta e il Conte Dracula.

## Poteri e abilità
Oltre ad essere un leader innato, un abile stratega, una spia finemente addestrata ed un esperto di combattimento corpo a corpo; Wisdom è un mutante dotato della capacità di assorbire costantemente l'energia solare e l'energia termica per poi rilasciarla dalle mani sotto forma di lame calde come la superficie stessa del Sole. L'uso di tali lame è molteplice: Wisdom è difatti in grado di lanciarle a mo' di proiettile o tenerle attaccate alle dita per servirsene come artigli in uno scontro ravvicinato; inoltre il loro calore può rallentare la sua velocità di caduta permettendogli di saltare da grandi altezze.

## Altre versioni

### House of M
Nella realtà alternativa di House of M Wisdom è il segretario personale nonché guardia del corpo del Re d'Inghilterra Brian Braddock.

### Ultimate
Nell'universo Ultimate il personaggio è un semplice umano, ex-membro del servizio di intelligence britannico, che, dopo essersi offerto come cavia per un programma volto a replicare l'intelligenza di Tony Stark col DNA di Banner, diviene la versione Ultimate del Capo e, per tenere sotto controllo la sua trasformazione, tenta di rubare la nanotecnologia Stark finendo però ucciso da Hulk.

### Terra-9586
Sulla realtà alternativa di Terra-9586 Petros Wisdom/Friar Albion, è un membro del Corpo di Capitan Bretagna.

## Altri media

### Cinema
Nella serie di film X-Men, Peter Wisdom è interpretato da Rob Delaney. Compare in:
- Deadpool 2 (2018)

#### Marvel Cinematic Universe
Rob Delaney ha ripreso nuovamente il ruolo del personaggio nel trentaquattresimo film del Marvel Cinematic Universe Deadpool & Wolverine (2024), nel quale si traveste con lo stesso costume di Deadpool per distrarre tutte le varianti del Mercenario Chiacchierone così che Wade e Logan possano proseguire nella missione di fermare la spietata mutante Cassandra Nova.